# Alain Moloto
Alain Moloto Kossy, conocido simplemente como Alain Moloto Kossy, fue un cantante congoleño, nacido el 27 de julio de 1961 en Kisangani, República Democrática del Congo, y fallecido el 2 de agosto de 2013 en Kinsasa, República Democrática del Congo.

## Biografía
Alain comenzó sus estudios de posgrado en 1983 en el ISC (Instituto Superior de Comercio) y se involucró en un grupo de teatro universitario. Él está acostumbrado a escribir canciones en francés y lingala. Después de una buena recepción por parte del público, escribe canciones de adoración y las comparte con su guitarra. Fundó el grupo Gaël en 2000 con artistas de I.N.A. (Instituto Nacional de las Artes) Franck Mulaja, Henry Papa Mulaja, Tempo Bilongo, Hugo Mbimba, Blaise Mikanda, Francis Nsemi y Christian Mvuanda.
El cantante realiza varias giras con Gael, en varios países, incluyendo Bélgica, Francia, Irlanda, Israel, Benín, Sudáfrica, Camerún.
Alain lanzó su segundo álbum en solitario en 2010, "Le fruit de mes lèvres", que tuvo un gran éxito con la canción "Naza Ya Yesu", lo que significaría que pertenezco a Jesús.
En 2011, se involucra en discursos de manifestaciones políticas que él llama EDEN "Juntos por la liberación de la nación", durante las elecciones presidenciales. Para algunos, esta participación le habrá ganado su envenenamiento y una larga enfermedad.
Alain Moloto murió el 2 de agosto de 2013, después de la muerte de sus colegas en el grupo Gaël, Marthe Bulay el 1 de junio de 2013, y Christian Mvuanda, el 13 de julio de ese mismo año. Le sobreviven su esposa Christine Tshiabu y sus cuatro hijos, incluidas dos hijas y dos niños.
Unos meses después de su muerte, el álbum "Je suis - vol.2" sale con su voz grabada.

## Discografía
- 1994 : Jésus le Prince Glorieux (solo)
- 2010 : Les fruits de mes lèvres (solo)
- 1999 : Yahwe Tobelemi (colectivo)
- 2001 : Sublime (colectivo)
- 2003 : Sublime II (colectivo)
- 2003 : 1 heure avec Jésus Christ, Volume 1, Live (colectivo)
- 2004 : 1 heure avec Jésus Christ, Volume 2, Live (colectivo)
- 2005 : Adorons L'Éternel, Volume 3 (colectivo)
- 2007 : 1 heure avec Jésus Christ, Volume 3, Live (colectivo)
- 2009 : The best of Gael Vol. 1 (Lingala) (colectivo)
- 2010 : The best of Gael Vol. 2 (Français) (colectivo)
- 2011 : Live Célébration Gaël (colectivo)
- 2011 : Amour Eternel (colectivo)
- 2013 : Je suis - vol. 1 (colectivo)
- 2014 : Je suis - vol. 2 (colectivo)